# Laura Omloop
Laura Omloop (Berlaar, 18 de maio de 1999) é uma jovem cantora belga. Representou a Bélgica no Festival Eurovisão da Canção Júnior 2009, em Kiev, onde ela cantou sua canção "Zo verliefd" e terminou em 4º lugar (a melhor classificação da Bélgica no Festival Eurovisão da Canção Júnior) com 113 pontos.

## Biografia
Em junho de 2010, Omloop lançou o single, "Stapelgek jou op", juntamente com um álbum intitulado Verliefd.
No vídeo de "Stapelgek op jou", mostra que Laura é canhota. Ela é conhecida pelo seu cabelo ser amarrado em feixes para o lado, e vestindo uma blusa branca, uma camisa branca e uma saia amarela.

## Discografia

### Singles
- "Zo Verliefd" (2009)
- "Stapelgek Op Jou" (2010)

### Álbuns
- Verliefd (2010)
- Wereld vol Kleuren (2011)